# Giannetto Congeddu
Giannetto Congeddu (Nuoro, 5 luglio 1935 – 15 gennaio 2023) è stato un politico italiano.

## Biografia
Nacque il 5 luglio 1935 a Nuoro, dove svolse la professione di ingegnere edile.
Fu consigliere comunale per la Democrazia Cristiana e nel settembre 1985 venne eletto sindaco di Nuoro dopo quattro mesi di trattative tra i partiti, poiché l'amministrazione comunale proveniva da un difficile mandato, quello del sindaco Martino Corda, caratterizzato da una serie di scandali per avere condotto il comune sull'orlo della bancarotta. La giunta fu formata dai democristiani, dai socialisti, dai liberali e dai socialisti-democratici, ma la sua gestione non si rivelò compito facile. Nel febbraio 1987 l'amministrazione andò incontro a una nuova crisi di governo, a causa di dissidi interni alla DC: Congeddu rassegnò le dimissioni e fu sostituito da Gian Paolo Falchi.
Dopo il marzo 1990 si ritirò dalla vita politica. Morì il 15 gennaio 2023 all'età di 87 anni.